# Нельсон, Горация
Гора́ция Не́льсон (англ. Horatia Nelson; полное имя — Горация Нельсон Томпсон (англ. Horatia Nelson Thompson); 29 января 1801 — 6 марта 1881) — незаконнорождённая дочь вице-адмирала лорда Горацио Нельсона и леди Эммы Гамильтон.

## Биография
Горация родилась в доме сэра Уильяма Гамильтона (законного мужа Эммы), пока Нельсон (родной отец девочки) находился в порту Торбэй. Его корабль готовился к битве при Копенгагене, и новости о рождении младенца настигли его как раз перед отплытием. Была отдана кормилице по имени миссис Гибсон. В промежутке между смертью законного супруга 6 апреля 1803 года и восшествием адмирала Нельсона на борт корабля «Виктори» 18 мая того же года, 2-летняя девочка была крещена в церкви квартала Марилебон, причем оба её родителя исполняли роль крестных, а «легенда» гласила, что она была дочерью вице-адмирала Чарльза Томпсона, друга Нельсона, который позволил ему использовать его имя. Позже её «крестные» усыновили её как «сироту».
Её сестра Эмма родилась в начале 1803 года и вскоре после этого скончалась.
Горация вскоре узнала, кто был её настоящим отцом, но отказывалась признавать леди Гамильтон своей матерью: отчасти из-за того, что вместе они провели 10 месяцев в заключении из-за долгов, которые Эмма наделала после смерти адмирала, а также потому, что сама Эмма продолжала называть себя опекуном, а не матерью. Эмма умерла в январе 1815 года в Кале, и Горация, которая продолжала жить с ней, договорилась о похоронах с британским консулом, а сама вернулась в Англию в мужском костюме, чтобы избежать ареста из-за долгов матери, сделанных во Франции. В Дувре она встретила одного из мужей своих теток по отцу, которая весьма хорошо к ней относилась, и до своей свадьбы осталась жить в этой семье — у миссис Кэтрин Мэтчем в Сассексе.
Биографы описывают её как высокую, умную, и начитанную девушку, которая знала итальянский, французский и немецкий языки, музицировала, шила и любила животных.
19 февраля 1822 года она вышла замуж за преподобного Филиппа Уорда (1795—1861), потомственного священника. Это был счастливый брак, в котором родилось 7 сыновей и 3 дочери.
В последующие годы у неё были куплены государством мундир и жилет адмирала Нельсона, в настоящий момент находящиеся в Национальном морском музее. В связи с ростом общественного интереса к подвигу героя к середине XIX века Горация, наконец, была вознаграждена за годы забвения: «Комитет друзей лорда Нельсона» добился от государства £1457, которые, по настоянию Горации, были разделены между тремя её сыновьями, так же, как дед, находившимися на военной службе, а королева Виктория учредила ежегодную пенсию в сто фунтов для каждой из её дочерей.